# Zandsteenbaars
De zandsteenbaars of gestreepte zeebrasem (Lithognathus mormyrus) is een straalvinnige vis uit de familie van zeebrasems (Sparidae) en behoort derhalve tot de orde van baarsachtigen (Perciformes). De vis kan een lengte bereiken van 55 cm.

## Leefomgeving
Lithognathus mormyrus komt in zeewater en brak water voor. De vis prefereert een subtropisch klimaat en heeft zich verspreid over de Atlantische en Indische Oceaan. Bovendien komt Lithognathus mormyrus voor in de Middellandse Zee. De diepteverspreiding is 0 tot 150 m onder het wateroppervlak.

## Relatie tot de mens
Lithognathus mormyrus is voor de visserij van beperkt commercieel belang. In de hengelsport wordt er weinig op de vis gejaagd.